# Henryk Broder
Henryk Marcin Broder (wersja autorska: Henryk Modest Broder; ur. 20 sierpnia 1946 w Katowicach) – niemiecki dziennikarz i literat.

## Życiorys
Urodził się w żydowskiej rodzinie, mieszkającej na Górnym Śląsku. Jego rodzice – Kalman Broder i Felicja Frey ocaleli z obozów koncentracyjnych. W 1957 roku wraz z rodzicami opuścił Katowice i przez Wiedeń dostał się do Republiki Federalnej Niemiec. Zamieszkał początkowo w Kolonii, gdzie w roku 1966 zdał maturę na kierunku matematyczno-przyrodniczym. Na Uniwersytecie w Kolonii studiował, prawo, socjologię, ekonomię i statystykę, lecz nie ukończył studiów.
W końcu lat sześćdziesiątych rozpoczął współpracę autorską w Hamburgu z tygodnikiem erotycznym „St. Pauli-Nachrichten”. W Hamburgu spotkał się z Günterem Wallraffem i Stefanem Austem.
W roku 1970 wydał pierwszą książkę: Wer hat Angst vor Pornographie (Kto boi się pornografii). Współpracował z czasopismem muzycznym song oraz czasopismami erotycznymi Pardon i Spontan.
W roku 1981 opuścił Niemcy i wyjechał do Izraela, gdzie podjął współpracę z „Jerusalem Post”. Zarzucał niemieckiej lewicy tendencje antysemickie. Atakował też niemiecką feministkę Alice Schwarzer.
Broder skrytykował sztukę Rainera Wernera Fassbindera Der Müll, die Stadt und der Tod (Śmieci, miasto i śmierć).
Od roku 1993 rozpoczął publikację w hamburskim tygodniku „Die Woche”', od roku 1995 w tygodniku „Der Spiegel”' i jego wersji internetowej Spiegel Online. Od roku 2011 pisze dla dziennika „Die Welt”.
Jest autorem książek poświęconych kulturze żydowskiej, historii Żydów w Niemczech oraz antysemityzmowi i antyamerykanizmowi społeczeństwa niemieckiego. Popierał wojnę w Iraku i obalenie Saddama Husseina.
21 października 2009 ogłosił zamiar kandydowania na stanowisko prezesa Centralnej Rady Żydów, lecz 31 października 2009 wycofał kandydaturę. Kontrowersyjne, skrajne poglądy Brodera na temat antysemityzmu były przyczyną wielu konfliktów. Dopatrywał się antysemityzmu zarówno na lewicy, jak i na prawicy.

## Źródła
- Strona oficjalna
- Wszystkie artykuły Brodera w Welt online
- Strona internetowa do Entweder Broder – Die Deutschland-Safari